# Schwefelkalk
Schwefelkalk, auch Schwefelkalkbrühe, ist ein Fungizid, Pestizid und Akarizid. Es wird seit dem 19. Jahrhundert in der Landwirtschaft verwendet und findet gelegentlich Einsatz in der Veterinärmedizin. Seine Wirkung beruht auf den giftigen Eigenschaften des Schwefels und der starken Alkalität der Polysulfide.

## Zusammensetzung und Eigenschaften
Die gängige Zusammensetzung im Agrarhandel beinhaltet 29 % (Gewichtsvolumen) Calciumpolysulfid und eine kleine Menge Calciumthiosulfat. Es wird im Normalfall hergestellt, indem Calciumhydroxid (Löschkalk) und elementarer Schwefel mit Wasser gekocht werden. Schwefelkalk hat einen pH-Wert von 10 und setzt kleine Mengen an Schwefelwasserstoff frei.

## Geschichte
Schwefelkalk wurde erstmals 1802 in England beschrieben, bis 1850 standardisiert und war um 1900 weltweit im Obstbau im Einsatz. Um die 1920er begannen amerikanische Zitrusbauern die Wirksamkeit von Schwefelkalk gegen die Zitrusgallmilbe (Phyllocoptruta oleivora) und die Milbenart Calacarus citrifolii zu entdecken. Langfristig erfolgreich war die Behandlung nicht. Die Verwendung von Schwefelkalk konnte zu weißen Ablagerungen auf den Blättern führen, so dass auch im Zitrusbau ab den 1950ern andere Mittel Verwendung fanden. Insbesondere zu Beginn des 20. Jahrhunderts wurde Schwefelkalk intensiv auf seine fungiziden Wirkungen hin untersucht, und dabei als etwa gleichwirksam wie Kupferpräparate eingeschätzt. Schwefelkalk war in der Landwirtschaft bis etwa in die 1950er Jahre hinein ein gebräuchliches Fungizid, bis es von moderneren Mitteln verdrängt wurde. Ende des 20. Jahrhunderts hatte Schwefelkalk eine Renaissance im Biolandbau.

## Verwendung

### Im Obstbau
Im Obstbau wirkt Schwefelkalk gegen Apfelschorf, Mehltau und Raubmilben und hat diese Wirkung auch schon bei niedrigen Temperaturen und in vergleichsweise niedrigen Dosierungen. Die Leistung bei Präventivgabe ist jedoch geringer als bei kupferhaltigen Fungiziden. Die besten Wirkungen erzielt Schwefelkalk, wenn er in den ersten Tagen nach der Infektion auf das nasse Blatt gegeben wird. Bei höherer Luftfeuchtigkeit ist das Zeitfenster länger, in dem Schwefelkalk ohne Wirkungsverlust appliziert werden kann.
Verbreitete Indikationen, bei denen Schwefelkalk eingesetzt werden kann, sind darüber hinaus die Schrotschusskrankheit (Stigmina carpophila), Feuerbrand, Bakterienbrand und die Pfirsichkräuselkrankheit (Taphrina deformans).
Darüber hinaus besitzt Schwefelkalk eine fruchtausdünnende Wirkung. Dafür sind jedoch höhere Dosierungen notwendig, als sie in der Schorfbekämpfung benutzt werden. Ebenso kann durch die Behandlung mit Schwefelkalk die Berostung behandelter Äpfel leicht steigen. Trifft Schwefelkalk direkt auf die Frucht, kann dies zu Spritzflecken führen, so dass er gewöhnlich nur im Frühjahr und Frühsommer eingesetzt wird. Auf Maschinen, die vom Schwefelkalknebel getroffen werden, bildet sich ein gelblicher Belag, wenn sie nicht sofort gesäubert werden.
Seine Bedeutung hat Schwefelkalk heute in Europa vor allem im biologischen Landbau. Im Gegensatz zur konventionellen Landwirtschaft wird Apfelschorf im Biolandbau meist nicht präventiv bekämpft, Schwefelkalk ist eines der wenigen wirksamen Mittel, die auch nach der Infektion aufgebracht werden können. Die Verwendung gegen Schildläuse ist in der Europäischen Union nicht mehr möglich, da hierfür keine Zulassung besteht und auch nicht angestrebt wird.
In wärmeren Klimazonen ist Schwefelkalk immer noch das Standardmittel zur Bekämpfung der Milbenart Aceria sheldoni und des Fransenflüglers Scirtothrips aurantii an Zitrusfrüchten.

### Bei der Bonsaigestaltung

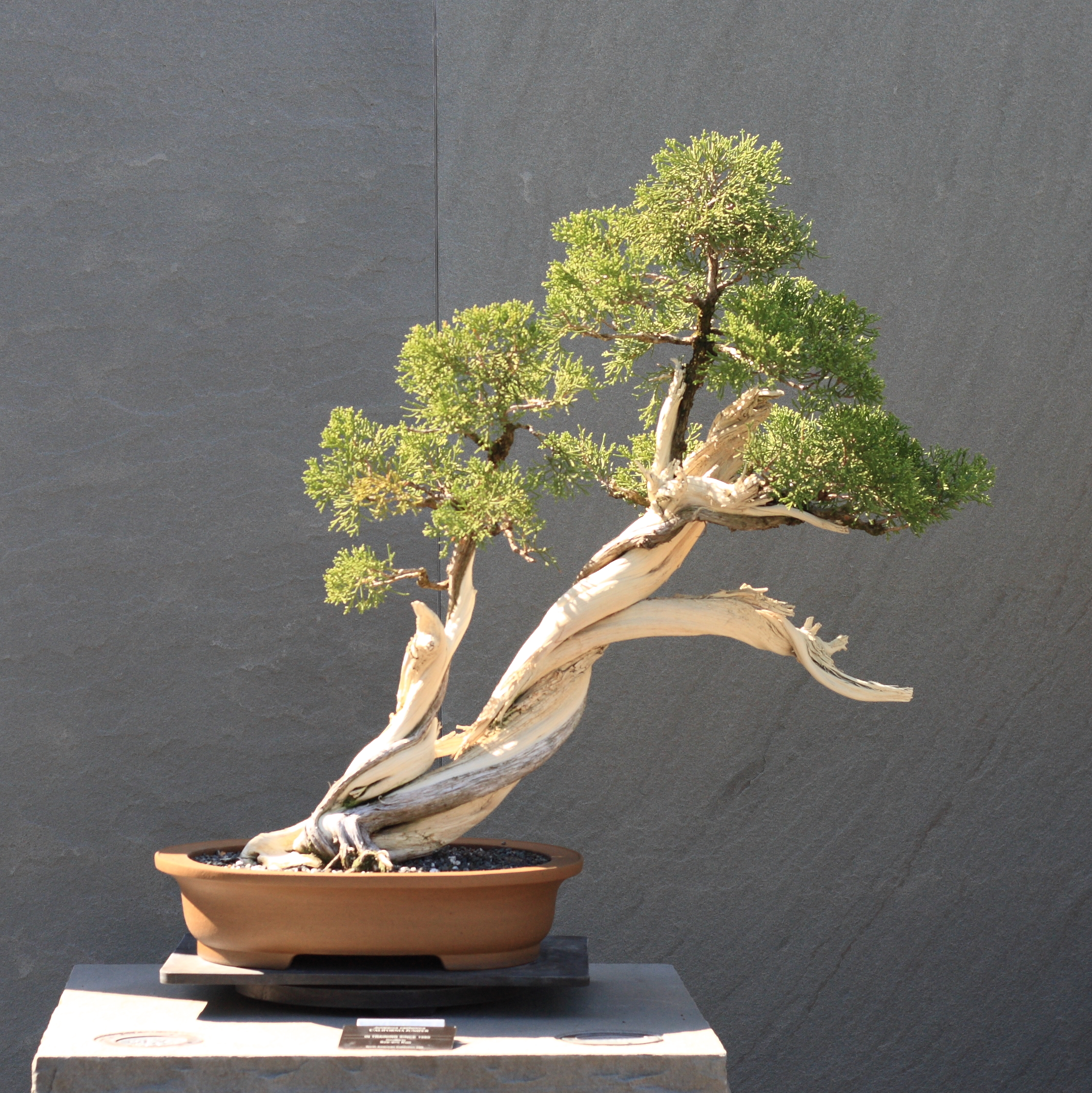
Bonsai mit gebleichtem Totholz

Bonsai-Liebhaber verwenden unverdünnten Schwefelkalk zur Sterilisation und zum Bleichen der Oberflächen von Totholzbereichen. Behandelte Pflanzenteile erhalten nach dem Auftrag von Schwefelkalk ein gealtertes Aussehen.

### Veterinärmedizin
Eine 2 %-Schwefelkalklösung kann zum Einsatz kommen bei Dermatophytosen der Katze. Dabei wird diese geschoren und die Haut mit Schwefelkalklösung benetzt, und die Katze danach abgetrocknet.

### Medizin
Schwefelkalkbrühe wird in der Medizin – meist unter dem Namen Vleminckxsche Lösung – zur Behandlung von Krätze (als Antiscabiosum) verwendet.
Gibt man zu einer Calciumpolysulfidlösung verdünnte Salzsäure, so entsteht eine milchigweiße Suspension von fein zerteiltem Schwefel in verdünnter Calciumchlorid-Lösung, die als Schwefelmilch unter anderem gegen Hautkrankheiten verwendet wird.

### Industrie
Schwefelkalkbrühe kann auch zur Herstellung von Absorbermassen zur Entfernung von Schwermetallen aus Verbrennungsgasen oder zur Entfernung von Chromat aus Abwasser eingesetzt werden.

## Zulassungsstatus
Schwefelkalk ist in einigen Ländern der Europäischen Union wie beispielsweise Österreich und in der Schweiz als Pflanzenschutzwirkstoff zugelassen. Verschiedene Verbände versuchen, dies zu ändern. In den letzten Jahren wurde es regelmäßig für mehrere Monate im Sommer als Zulassung für Notfallsituationen in den Handel gebracht und war in dieser Zeit begrenzt nutzbar. In Österreich galt dieses auch für Februar bis August 2013.